# Derodontus japonicus
Derodontus japonicus is een keversoort uit de familie tandhalskevers (Derodontidae). De wetenschappelijke naam van de soort is voor het eerst geldig gepubliceerd in 1964 door Hisamatsu.